# Ulmus crassifolia
Ulmus crassifolia là một loài thực vật có hoa trong họ Ulmaceae. Loài này được Nutt. miêu tả khoa học đầu tiên năm 1837.

## Hình ảnh

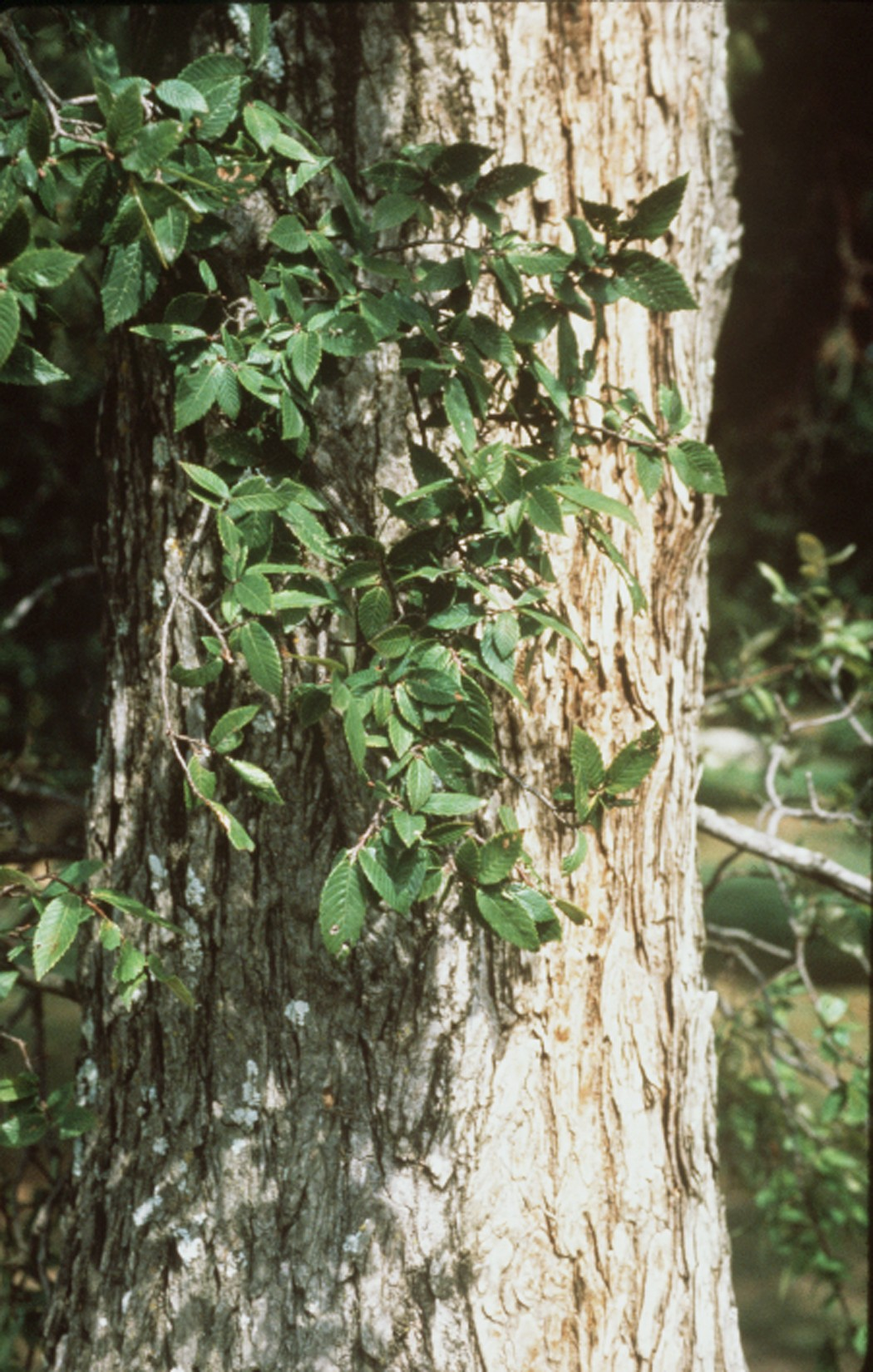
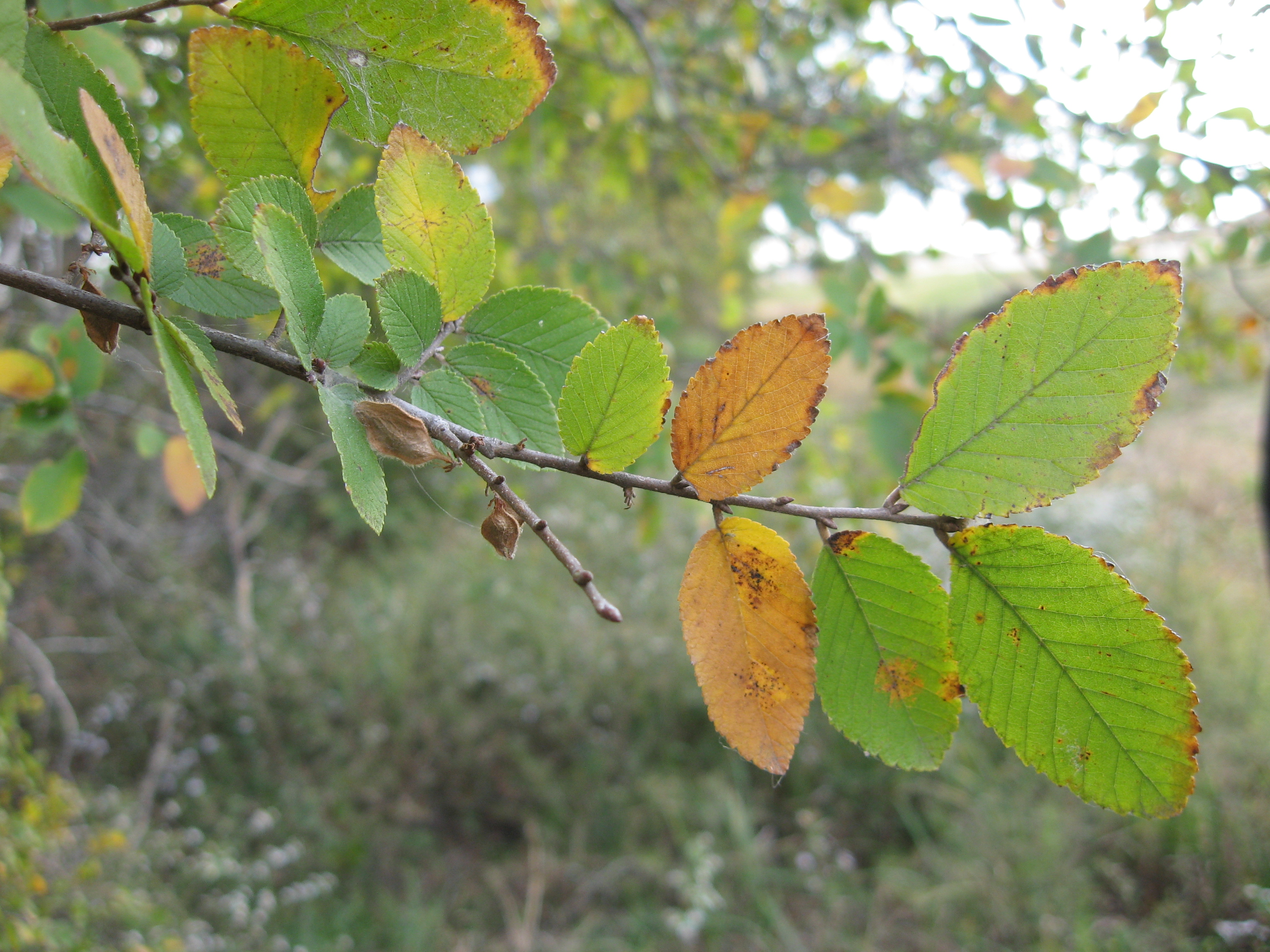